# Озеас
Озеас (14. мај 1971) бивши је бразилски фудбалер.

## Каријера
Током каријере играо је за Атлетико Паранаинсе, Палмеирас, Крузеиро, Сантос, Интернасионал и многе друге клубове.

## Репрезентација
За репрезентацију Бразила дебитовао је 1996. године. За национални тим одиграо је 2 утакмице.

## Статистика
| Бразил | Бразил | Бразил |
| Год.   | Ута.   | Гол.   |
| ------ | ------ | ------ |
| 1996   | 2      | 0      |
| Укупно | 2      | 0      |